# الكشحة (حزم العدين)

تعديل مصدري - تعديل

الكشحة محلة تابعة لقرية حليمة، التابعة لعزلة حليمة بمديرية حزم العدين إحدى مديريات محافظة إب في الجمهورية اليمنية، بلغ تعداد سكانها 22 حسب تعداد اليمن لعام 2004.